# 巴塔林-维尔可维斯基代数
Batalin-Vilkovisky代数（Batalin–Vilkovisky formalism，简称BV代数）是Batalin和Vilkovisky在研究规范场的量子化过程中发现的一种代数结构。他们所提出的量子化方法（称为BV formailism或者BV quantization），是一种十分普遍而且有效的量子化方法，正受到越来越多的量子场论学家和弦理论家的重视和应用，而BV代数也越来越受到数学家们的重视。

## 定义
设{\displaystyle \;V\;}是数域{\displaystyle \;k\;}上的一个分次(graded)线性空间。{\displaystyle \;V\;}上的一个BV代数结构是三元组{\displaystyle \;(V,\bullet ,\Delta )\;}，满足以下两个关系：
1. {\displaystyle \;(V,\bullet )\;}是{\displaystyle \;k\;}上的分次、交换、结合的代数(algebra)；
2. {\displaystyle \;\Delta \;}是关于{\displaystyle \;\bullet \;}的二阶微分算子，即{\displaystyle \;\Delta \;}的度数为1，{\displaystyle \;\Delta ^{2}=0\;}，并且对任给的{\displaystyle \;a,b,c\in V\;},

在上面的定义中，如果令
则可以验证，{\displaystyle \;(V,\bullet ,[\;,\;])\;}形成一个Gerstenhaber代数。因此可以说，BV代数是一类特殊的Gerstenhaber代数。不仅如此，{\displaystyle \;\Delta \;}还是关于{\displaystyle \;[\;,\;]\;}的导子(derivation)，即
使得{\displaystyle \;(V,[\;,\;],\Delta )}形成一个微分分次李代数(differential graded Lie algebra, DGLA)。

## 例子
迄今为止所发现的BV代数的例子几乎都与数学物理有关。
1. 设{\displaystyle \;M\;}是一个奇的辛流形(odd symplectic manifold)，记{\displaystyle \;C^{\infty }(M)\;}为{\displaystyle \;M\;}上光滑函数组成的集合。我们有{\displaystyle \;C^{\infty }(M)\;}形成一个分次交换结合的代数，记其乘法为{\displaystyle \;\bullet \;}。设{\displaystyle \;(x^{1},\cdots ,x^{n};\eta ^{1},\cdots ,\eta ^{n})\;}为{\displaystyle \;M\;}上的一组Darboux坐标，令{\displaystyle \;\Delta =\sum _{i=1}^{n}{\frac {\partial }{\partial x^{i}}}{\frac {\partial }{\partial \eta ^{i}}},\;}则可以验证，{\displaystyle \;(C^{\infty }(M),\bullet ,\Delta )\;}形成一个BV代数，参见[3][4]；
2. 田刚(G. Tian)在关于卡拉比-丘流形(Calabi-Yau manifold)的复结构的形变空间是光滑的证明中，实际上证明了控制复结构形变的微分分次李代数是一个BV代数[5]；
3. B. Lian和G. Zuckerman证明了量子场论的数学背景(background，指从量子场论中抽象出来的代数结构)有一个BV代数结构[6]；
4. E. Getzler用不同于Lian和Zuckerman的方法证明，一个二维拓扑共形场论(TCFT，此处采用Segal的定义)的同调群有一个自然的BV代数结构[7]；
5. M. Chas和D. Sullivan证明，一个流形的自由环路空间(free loop space)的同调群上有一个BV代数结构[8]。

## 背景
正如上面所述，BV代数跟量子场论有密切的联系。事实上，对一些数学物理学家来说，一个量子场论就指一个BV代数以及其中一个元素{\displaystyle \;S\;}，该元素满足以下方程：
称为Master方程，有时候{\displaystyle \;S\;}必须满足所谓的量子Master方程，即
另外，BV代数跟弦理论里面的镜像对称(Mirror Symmetry)也有密切的关系。事实上，镜像对称的A模型和B模型都有一个BV代数，而它们相应的Master方程的解空间上都有一个所谓弗罗贝尼乌斯流形的结构。镜像对称的一种表述就是，这两个Frobenius流形是同构的。
BV代数的研究是目前数学特别是数学物理中一个比较活跃的领域，关于它的研究仍在进行之中。